# Voltaj
Voltaj est un groupe roumain de pop rock. En 2005, le groupe remporte le prix de la « meilleure prestation d'un groupe roumain » aux MTV Europe Music Awards.
Le 8 mars 2015, ils remportent la finale nationale Selecția Națională 2015 et sont choisis pour représenter la Roumanie au Concours Eurovision de la chanson 2015 à Vienne, en Autriche avec la chanson De la capăt se classant à la 15e place sur 27 pays. Ils participent à la première demi-finale, le 19 mai 2015.

## Histoire

### Première structure
Formé en 1982, le groupe Voltaj avait une personnalité trop forte pour le régime communiste, représentant pour certains un danger social. L'un des fondateurs du groupe, le guitariste Adrian Ilie, raconte sur son blog personnel les conditions de la création du groupe, après le départ de Cenaclul Flacăra : « Nous sommes partis de Cenaclu et avons créé le groupe avec Minculescu, que nous avons nommé Voltaj. Nous avons eu de grands succès avec ce groupe. On se sentait libéré de la misère du Cenaclu, où on se sentait comme des bêtes en cage. », explique Adrian « Adi » Ilie, sur son blog personnel.
En dehors des fondateurs, Adi Ilie et le chanteur Cristi Minulescu venus du groupe Iris, la formation est complétée par le batteur Nikki Dinescu et le bassiste Dan Cimpoieru. Ils ont alors enregistré leur première pièce musicale Nori de hârtie, qui a constitué la tête d'affiche du premier concert qui a eu lieu à la Maison de Culture « Mihai Eminescu » de Bucarest. Lors des concerts suivants, ils interprètent des pièces musicales de succès comme Aceasta-i întrebarea et Rock'n Roll, complétées par des hits d'AC/DC, groupe musical très populaire à l'époque.
Adrian Ilie, qui entretemps avait déposé ses papiers pour émigrer aux États-Unis, soutient que le groupe a ensuite été soudoyé afin d'entrer dans le Cenacle d'Adrian Păunescu : « A ensuite suivi finalement la demande forçant à adhérer au Cenacle de Păunescu, qui savait que j'avais les papiers de départ du pays et aurait pu nous détruire si on n'y allait pas », explique Adrian « Adi » Ilie. Dans le Cenacle, la troupe Voltaj gagne en professionnalisme avec la venue du guitariste Gabriel Nacu, ancien membre des groupes Harap-Alb et  Roşu şi Negru. Dan Cimpoieru part, remplacé par  Horaţiu Rad, mais même le groupe - Horaţiu Rad à la basse – Nikki Dinescu aux percussions – Gabi Nacu à la guitare – Cristi Minulescu le chanteur – Andrian Ilie à la guitare – ne résiste pas. Au dernier concert qui a eu lieu aux Arenele Romane, Minculescu part de nouveau dans le groupe IRIS.
À la place de Cristi Minculescu, ils prennent Sanda « Zizi » Lăcătuşu comme chanteuse, avec laquelle le groupe continue de chanter dans les tournées du Cenacle. Entretemps, Horaţiu Rad est remplacé à la basse par Doru Borobeică. Toutefois à la fin des tournées, Gabriel Nacu, Doru Borobeică et Sanda Lăcătuşu n'ont pu continuer avec Voltaj. Andrian Ilie croit que : « Peut-être qu'ils étaient fatigués par les manœuvres de Păunescu, après quelques différences de point de vue. Ces changements de composition semblent avoir marqué la fin de la première période Voltaj. »

### Nouveau départ
Le mois d'octobre 1986 est considéré comme un nouveau départ, avec l'apparition de Cristi « Trântoru » Ilie en tant que chanteur, Amedeo Bolohoi à la guitare, Dan Mateescu à la basse, Doru « M.S. » Istudor aux percussions. Ils se joignent au guitariste Adrian Ilie, la seule personne provenant du groupe antérieur, qui avait chanté entretemps avec IRIS, Jerry Schwartz, Vali Sterian et le groupe Incognito.
Les organisateurs offrent au groupe Voltaj le Prix du Théâtre Tănase. Après le concert d'octobre à la Sala Polivalentă de Bucarest, le groupe participe à un concert en décembre, au même endroit. C'est ensuite que Adrian Ilie annonce à ses collègues qu'il ne chantera plus : « Comprend, mec, que je ne veux plus être impliqué dans quoi que ce soit » dit-il à Doru Istudor. À partir de ce moment-là, Ilie n'a quasiment plus eu aucun contact avec le groupe. » À l'été 1987, le groupe essaye d'entrer dans le studio d'enregistrement, mais est refusé à la TVR et à la radio : « Qu'est ce que vous chantez ? Mouais... Il n'y a pas d'espace disponible en ce moment. »
Heureusement pour Voltaj, apparaît Sorin Chifiriuc, qui revenait tout juste d'une tournée avec Sfinx aux Pays-Bas, où il avait acheté un banc d'enregistrement Teac Tascam avec quatre chaînes. À condition qu'ils le payent « en bière », ils empruntent une table de mixage , des effets, des micros et, avec l'aide de Vali Andronescu, Voltaj enregistre six chansons : Arc peste timp, Zi de zi, Voi fi din nou al tău, În calea norilor, Tu doar tu et Alerg (speed metal). Elles sont diffusées en août dans l'émission Metronom de Silvia Velicu et présentées comme des enregistrements radio. Toutes les chansons entrerons dans le top de la semaine durant l'année 1988.
Voltaj commence à entreprendre des tournées à travers le pays. En décembre 1987, à Slănic Moldova, Voltaj chante aux côtés de  Divertis, Florian Pittiş et de la chorale Song, dirigée par Ioan Luchian Mihalea. Adrian Ilie, qui entretemps n'avait plus de contact avec le groupe, participe à un dernier concert du groupe Voltaj à la salle Polivalente, en mars 1988, qui le qualifie comme « un show réussi ». Durant la soirée du 28 mars 1988, accompagné à la Gare Nord par Doru Istudor, Stelian Tănase et deux autres amis, Adrian Ilie quitte le pays pour l'Italie avant de s'installer aux États-Unis. Toujours en 1988, le guitariste Amedeo Bolohoi décide de quitter le groupe et de refonder le groupe Quartz, il est remplacé par Manuel Savu. Le groupe chante durant ses concerts des compositions personnelles mais aussi des reprises des groupes Iron Maiden, Ozzy Osbourne, Gary Moore, Scorpions ou encore Van Halen.
De nouveaux changements se produisent en 1988 : Cristi Marinescu (guitare solo), Doru Borobeică (basse), Bogdan Cristea (chant), et Doru Istudor (M.S., percussions), Eugen Sălceanu « Brebu » - clavier et Manuel Savu – guitare. Ensuite, durant les répétitions d'Ecran Club,  Bogdan Stănescu remplace Cristi « Porta » Marinescu, appelé par Eugen Sălceanu, Doru Borobeică et Manuel Savu. Doru Istudor n'est pas d'accord avec ce changement, par conséquent durant l'été de la même année apparaissent sur le littoral trois formations portant le nom de Voltaj :
- Voltaj 88, composée de Bogdan Cristea	(chanteur), Eugen Sălceanu (clavier), Doru Borobeică (basse), Manuel Savu (guitare) et Florin « Dog » Ionescu (percussions). Le groupe chante dans divers locaux et passe la saison dans l'Eforie Sud.
- Voltaj, composé de Doru Istudor aux percussions, Cristi Marinescu à la guitare solo,  Cristi « Zăpadă » Ioniţă en tant que chanteur et  Lenţi « Chewbacca » Cristea à la basse. Le groupe chante au restaurant Marea Neagră de Neptun.
- Voltaj, en réalité le groupe Quartz, dont Amedeo Bolohoi avait changé le nom juste pour cette période du saison pour attirer du monde au restaurant Modern de Mamaia.

Voltaj 88 fusionne en septembre avec le groupe d'Amedeo Bolohoi. 

### Musique électronique
En juillet 1998 a lieu un changement essentiel dans la composition du groupe : Călin « Pictorul » Goia apparaît comme chanteur, recommander par Bobby Stoica,  Gabi « Porkus » Constantinde en tant que guitariste, toujours Vali « Prunus » Ionescu à la basse, Bobby « Bobiţă » Stoica aux claviers, et Paul « Pampon » Neacşu aux percussions.
En 2002, Pampon se prépare à partir à l'étranger et est remplacé par Oliver Sterian, ancien membre du groupe Bere Gratis. Le groupe gagne le titre du meilleur groupe roumain aux MTV Europe Music Awards 2005. 
Le 8 juin 2012, le groupe gagne le prix Romanian Music Awards 2012 pour la meilleure performance live, ainsi qu'en 2011. En 2015, le groupe représente la Roumanie à l'Eurovision 2015.

## Membres
- Călin Goia - chant
- Gabi « Porcus » Constantin - guitare
- Adrian Cristescu - claviers
- Valeriu « Prunus » Ionescu - basse
- Oliver Sterian - batterie

## Discographie
- Arc peste timp  (Arch Across Time)
- Zi de zi  (Day After Day)
- Voi fi din nou al tău  (I'll Be Yours Again)
- În calea norilor (Across The Clouds)
- Tu, doar tu  (You, Only You)
- Alerg (I'm Running)
- Pericol de Moarte  (Mortal Danger) (01.06.1996 - Roton)
- Asta-i viaţa (That's Life) - maxi single (February 1999 - Roton)
- Risk Maxim 2 (01.01.1999 - Roton)
- Bungee (01.01.2000 - Roton)
- 3D (10.03.2001 - Cat Music)
- ...Tu (You) - maxi single (08.06.2002 - Cat Music)
- 424 (08.06.2002 - Cat Music)
- Scrisoare (Letter) - maxi single (2002 - Cat Music)
- Noapte bună  (Good Night) - maxi single (2003 - Cat Music)
- Best of - compilation (07.09.2003 - Cat Music)
- Povestea oricui  (Everyone's Story) (08.05.2004 - Cat Music)
- Integrala Voltaj - compilation (+ Voltaj's book) (2005 - Cat Music)
- Revelator  (06.10.2006 - Cat Music)
- V8  (25.06.2008 - Cat Music)
- Da vina pe voltaj  (31.05.2012 - Cat Music)